# Língua ngbandi
A língua ngbandi é um dialeto da família ubangiana falado na República Democrática do Congo (etnia Ngbandi). Durante a ditadura de Mobutu Sese Seko, falante da língua e pertence a etnia Ngbandi, o dialeto ganhou maior notoridade no antigo Zaire.